# Département de Tivaouane
Le département de Tivaouane est l’un des 46 départements du Sénégal et l'un des 3 départements de la région de Thiès, dans l'ouest du pays.

## Administration
Son chef-lieu est la ville de Tivaouane.

### Arrondissements
Les quatre arrondissements sont :
- Arrondissement de Mérina Dakhar
- Arrondissement de Méouane
- Arrondissement de Niakhène
- Arrondissement de Pambal

### Communes
Trois localités ont le statut de commune :
- Mboro
- Meckhe
- Tivaouane

## Géographie

### Population
Lors du recensement de décembre 2002, la population était de 333 502 habitants. En 2005, elle était estimée à 342 519 personnes.